# Orbital (komiks)
Orbital – belgijska seria komiksowa z gatunku science-fiction, której autorami są scenarzysta Sylvain Runberg i rysownik Serge Pellé. Seria ukazuje się od 2006 roku we francuskojęzycznym oryginale nakładem wydawnictwa Dupuis, a po polsku od 2012 roku nakładem wydawnictwa Taurus Media.

## Zarys fabuły
Akcja rozgrywa się w XXII wieku i opowiada historię agentów Międzyświatowego Biura Dyplomatycznego, wykonujących niebezpieczne misje, aby utrzymać pokój między gatunkami zamieszkującymi różne planety.

## Tomy
| Tom | Tytuł i rok wydania polskiego | Tytuł i rok wydania oryginalnego |
| --- | ----------------------------- | -------------------------------- |
| 1   | Blizny (2012)                 | Cicatrices (2006)                |
| 2   | Pęknięcia (2012)              | Ruptures (2007)                  |
| 3   | Nomadowie (2013)              | Nomades (2009)                   |
| 4   | Spustoszenia (2013)           | Ravages (2010)                   |
| 5   | Sprawiedliwość (2015)         | Justice (2012)                   |
| 6   | Opór (2016)                   | Résistance (2015)                |
| 7   | Implozja (2017)               | Implosion (2017)                 |
| 8   | Nigdy nie wydano w Polsce     | Contacts(2019)                   |